# Moses Mendelssohn

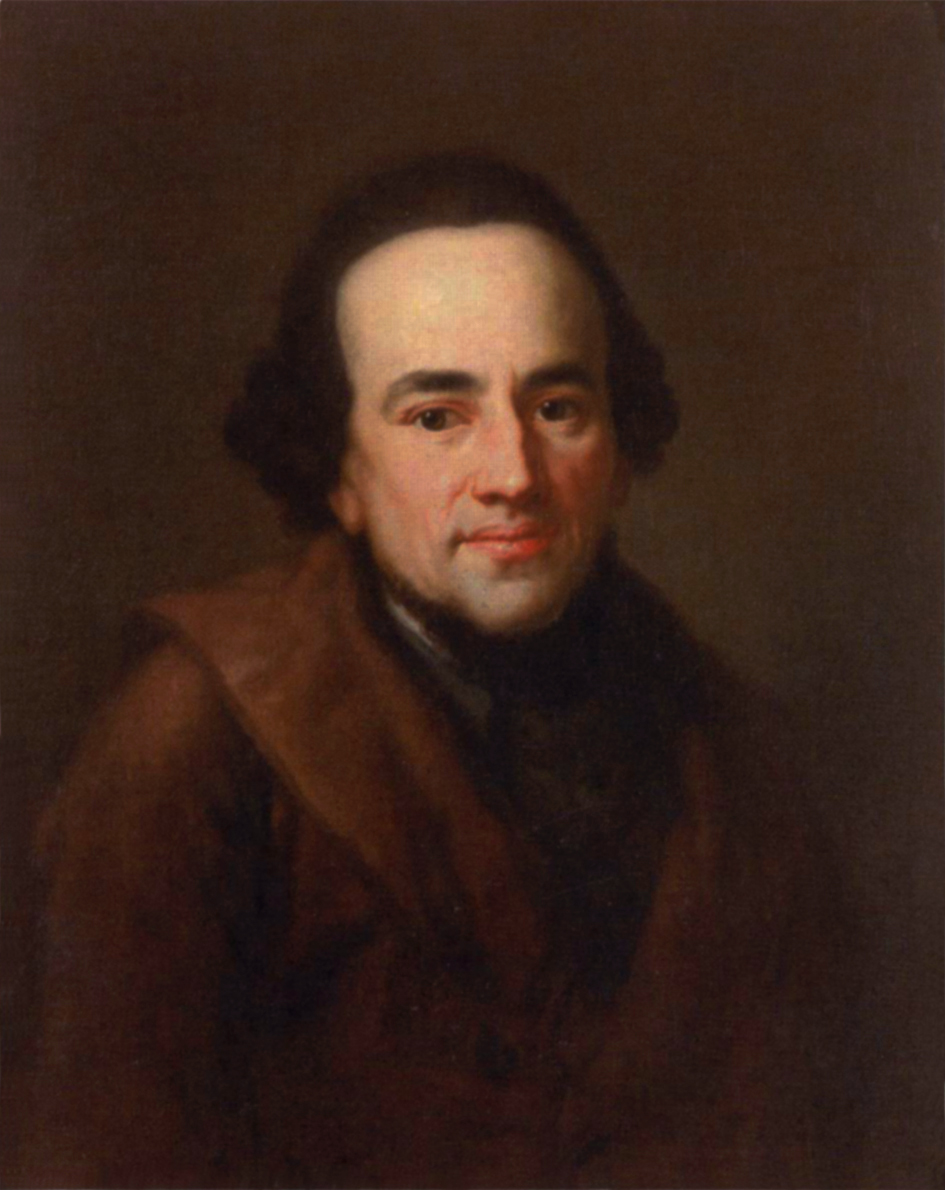
Moses Mendelssohn (1771, Porträt von Anton Graff, Kunstbesitz der Universität Leipzig)

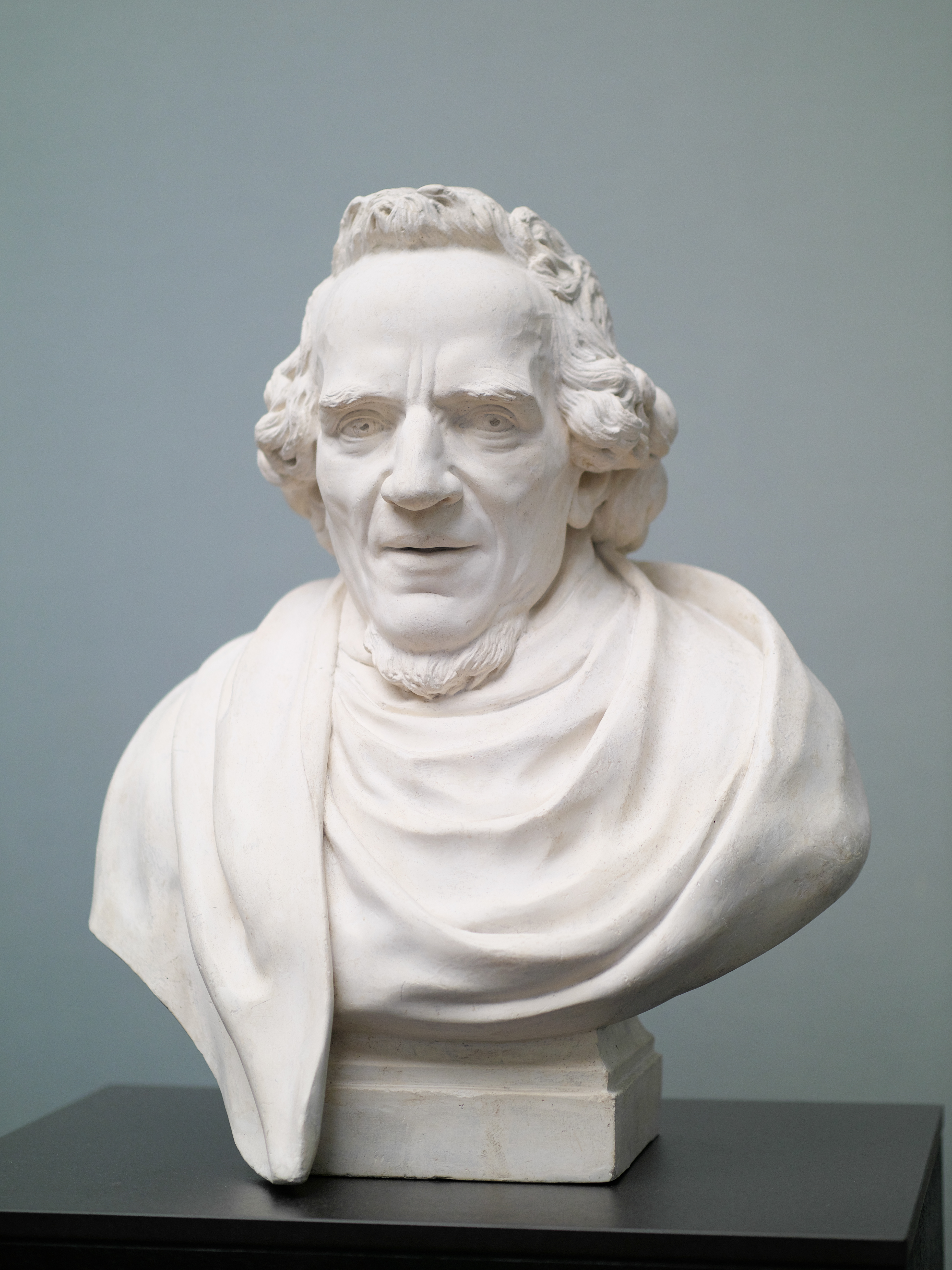
Gipsbüste von Moses Mendelssohn von Antoine Tassaert (Original von 1785)

Moses Mendelssohn (geboren am 6. September 1729 in Dessau; gestorben am 4. Januar 1786 in Berlin) war ein deutsch-jüdischer Philosoph der Aufklärung. Er gilt als einer der wichtigsten Wegbereiter der Haskala, der jüdischen Aufklärung.

## Leben

### Jugend

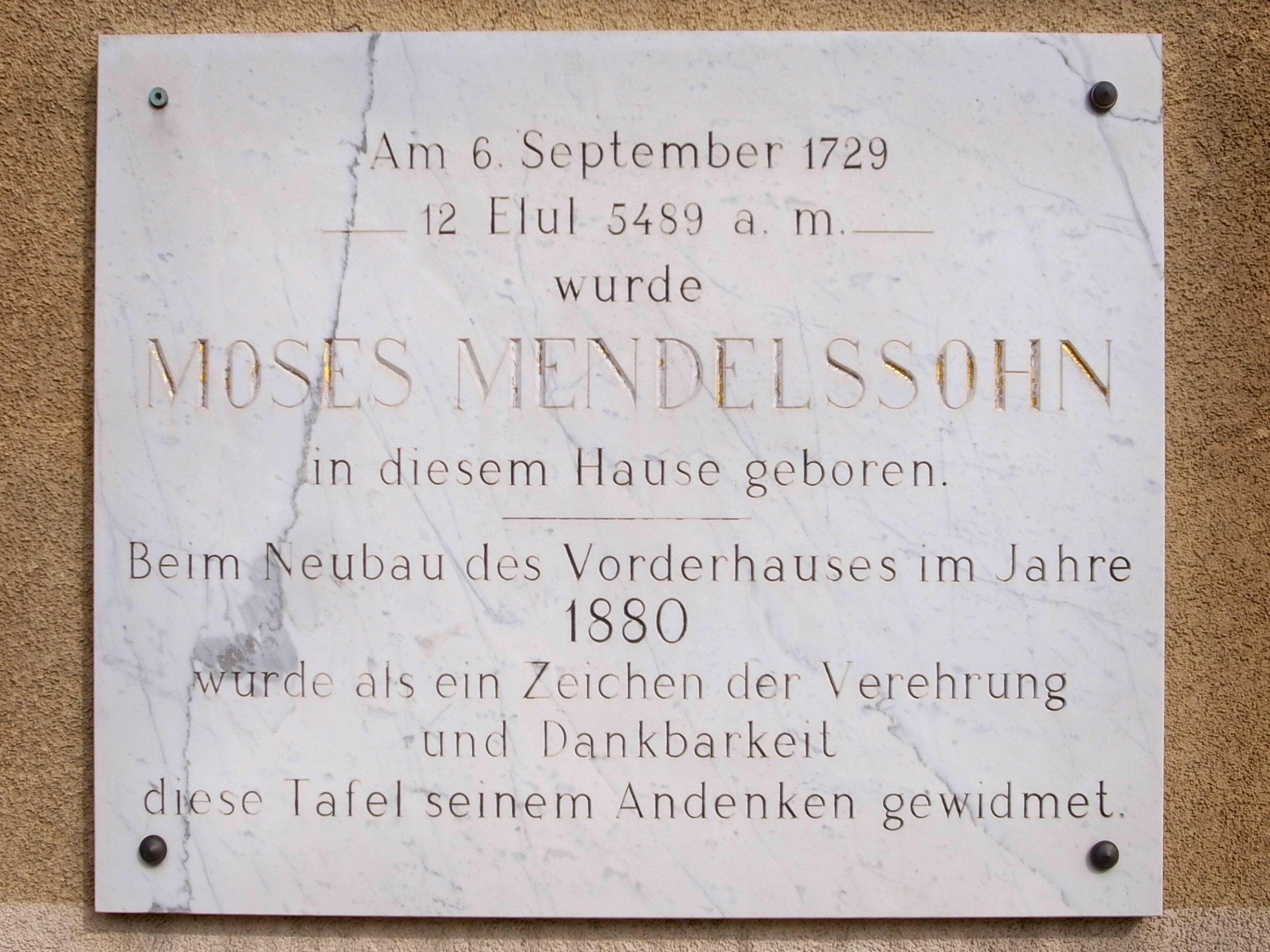
Gedenktafel am Standort des Geburtshauses, Askanische Straße 12.

Moses Mendelssohns Vater Mendel Heymann war als Sofer sowie dessauischer Gemeindeschreiber und Primarschullehrer tätig. Über seine Herkunft ist nichts bekannt, außer dass er nach Dessau zugewandert war. Er war traditionell orientiert, so dass ihn sein Sohn später als „Mann aus der alten Welt“, der „seine besonderen Grillen habe“, bezeichnete. Die Mutter, Rachel Sara Wahl, stammte aus einer alten jüdischen Familie, zu der bedeutende Persönlichkeiten der polnisch-jüdischen Geschichte gehören wie Moses Isserles, der Verfasser eines wichtigen Gesetzeskommentars zum Schulchan Aruch, und Saul Wahl (ca. 1545–1617).
Als Moses geboren wurde, war der Vater bereits 47 Jahre alt. Trotz der bescheidenen Verhältnisse im Elternhaus wurde das Kind sorgfältig ausgebildet und früh als hochbegabt erkannt. Seine Muttersprache war das späte West-Jiddisch; Hebräisch und Aramäisch (die Sprache des Talmud) lernte er bereits als Kleinkind – mutmaßlich von seinem Vater, der später den Siebenjährigen im Winter „eingehüllt in seinen Mantel“ auf dem Rücken in die Schule trug. Seine dortigen Lehrer waren sichtlich begeistert von seinen Leistungen. Bereits als Zehnjähriger soll Moses im Talmudstudium hervorragende Kenntnisse besessen haben.
Um 1739 wechselte der junge Mendelssohn in die Klasse des Dessauer Oberrabbiners David Fränkel (1707–1762), eines einflussreichen Gelehrten, der nach fast 200 Jahren den Führer der Unschlüssigen, ein Hauptwerk des bedeutenden jüdischen Philosophen Maimonides (1138–1204), neu herausgab. Mendelssohn arbeitete das anspruchsvolle zweibändige hebräische Werk gleich nach dessen Erscheinen 1742 zusammen mit Fränkel, der ihn auch in den Talmud und seine Kommentare einführte, durch.  In dieser Zeit – Mendelssohn war etwa dreizehn Jahre alt – machte sich die Krümmung seines Rückens bemerkbar. Außerdem neigte er zum Stottern.

### Berliner Jahre
Als David Fränkel 1743 nach Frankfurt/Oder und gleich darauf als Oberrabbiner nach Berlin berufen wurde, folgte ihm sein 14-jähriger Schüler an die 1742 neu gegründete Talmudschule nach Berlin; der Sage nach in fünf Tagesmärschen zu Fuß. Er wohnte dort bis zum Jahr 1750 in der Probstgasse 3 (heute die Propststraße 3, 10178 Berlin) hinter der Nikolaikirche in der Dachkammer von Chaim und Gella Bamberger und erhielt, der Tradition entsprechend, zwei „Freitische“ beziehungsweise Gratismahlzeiten pro Woche und wurde zusätzlich von Rabbi Fränkel mit Abschreibaufträgen über Wasser gehalten.

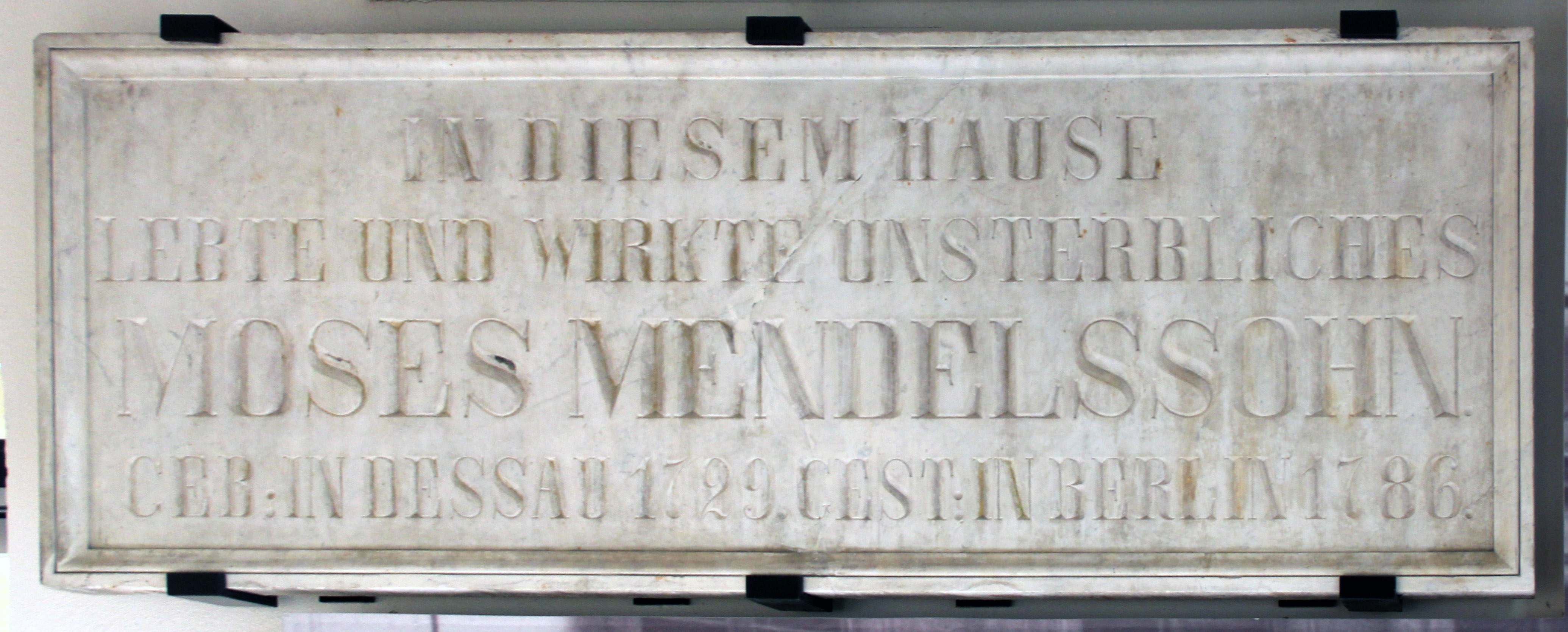
Gedenktafel vom ehemaligen Wohnhaus, Spandauer Straße 68, in Berlin-Mitte

Mit Hilfe älterer, weltlich gebildeter Schüler eignete sich Mendelssohn in diesen Jahren neben seinen Talmudstudien Deutsch und später Latein, Französisch und Englisch sowie weiteres weltliches Wissen an. Er zeigte früh eine Neigung zur Philosophie; den englischen Frühaufklärer John Locke studierte er zunächst auf Lateinisch mit Hilfe eines Wörterbuchs, außerdem Christian Wolff und den Universalgelehrten Gottfried Wilhelm Leibniz. Auch Shaftesburys Denken sprach ihn an, während er den meisten französischen Aufklärern, bis auf Rousseau, eher mit Skepsis begegnete. Bald wurde er selbst zum Aufklärer.
Nach sieben Jahren als Bettelstudent wurde er im Jahr 1750 vom Seidenhändler Bernhard Isaak als Hauslehrer für dessen Kinder eingestellt. Er begann 1754 als Buchhalter in dessen neu gegründeter Seidenfabrik. Vermittelt durch Aaron Samuel Gumperz lernte er im selben Jahr, angeblich beim Schachspiel, den gleichaltrigen Pfarrerssohn und ehemaligen Theologie- und Medizinstudenten Gotthold Ephraim Lessing kennen, der ihn 1754 bei der Publikation eines anonymen Briefes als „eben so witzigen, als gelehrten und rechtschaffnen [Mann]“ bezeichnete. Ein Jahr später sorgte Lessing für die Publikation von Mendelssohns erster deutscher Schrift, den Philosophischen Gesprächen (ebenfalls anonym erschienen), und vermittelte ihm die Bekanntschaft von Friedrich Nicolai, der ihn als Mitarbeiter für seine einflussreiche Zeitschrift Briefe, die Neueste Litteratur betreffend gewann. Dadurch wurde Mendelssohn zu einem einflussreichen Kritiker der neu entstehenden deutschen Literatur.
Mendelssohn ist dem Verein Gelehrtes Kaffeehaus, einem der ältesten geselligen bürgerlichen Vereine in Berlin, beigetreten, der vermutlich von 1755 bis 1759 existierte. Mitglied dieser Vereinigung war auch sein Verleger Friedrich Nicolai. Zwischen Februar 1756 und Januar oder Februar 1757 kam es in dieser Vereinigung an vier Versammlungstagen zu einem Schlagabtausch zwischen dem Mathematiker und Astronomen Franz Ulrich Theodor Aepinus und Mendelssohn. Mendelssohn hatte seine „Gedanken von der Wahrscheinlichkeit“ vorgetragen, zu denen Aepinus eine Widerlegung vortrug. Darauf reagierte Mendelssohn mit einer „Gegenantwort“. Mendelssohn soll auch dem Montagsclub in Berlin, einem Verein der Berliner Aufklärung, als Mitglied beigetreten sein. Im Mitgliederverzeichnis dieser Vereinigung ist er aber nicht aufgeführt. Mendelssohn war gläubiger Jude und hat auch an diesem Glauben festgehalten. Er ist zwar zu Treffen des Montagsclubs eingeladen worden, lehnte dies aber ab, weil er wegen der jüdischen Speisegesetze nicht an den obligatorischen Mahlzeiten teilnehmen mochte.
1761 wurde Mendelssohn Geschäftsführer in der Seidenfabrik und 1768, nach Bernhard Isaaks Tod, zudem Teilhaber.

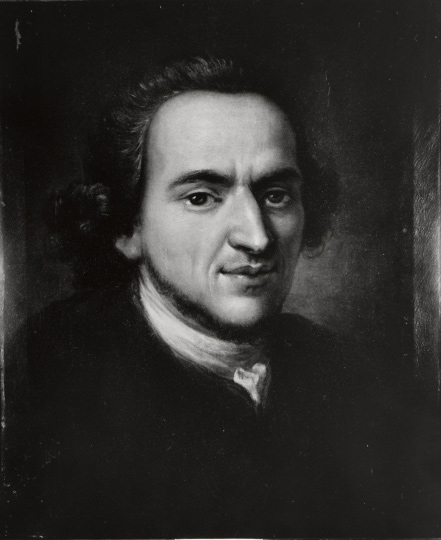
Moses Mendelssohn 1768, Gemälde von Christian Bernhard Rode, ehemals im Gleimhaus Halberstadt, heute verschollen

Enge Kontakte hielt Moses Mendelssohn mit Johann Wilhelm Ludwig Gleim, der in Halberstadt als Domsekretär lebte und junge Dichtertalente mit Geld und freundlicher Anteilnahme unterstützte. In Gleims 1769 in Berlin erschienenem Bändchen mit Oden widmete dieser ein Gedicht auch dem „Sokrates“ Mendelssohn. 1768 ließ Gleim für seinen Freundschaftstempel ein Porträt Mendelssohns anfertigen. Auf die Rückseite schrieb er wie immer, warum und von wem das Bild gemalt wurde: „Moses Mendelssohn, wegen seines Phädon, gemalt von Christian Bernhard Rode“. Nach der Machtergreifung durch die Nationalsozialisten wurde das Bild 1933 aus der Ausstellung entfernt. Sein Verbleib ist bis heute ungeklärt.

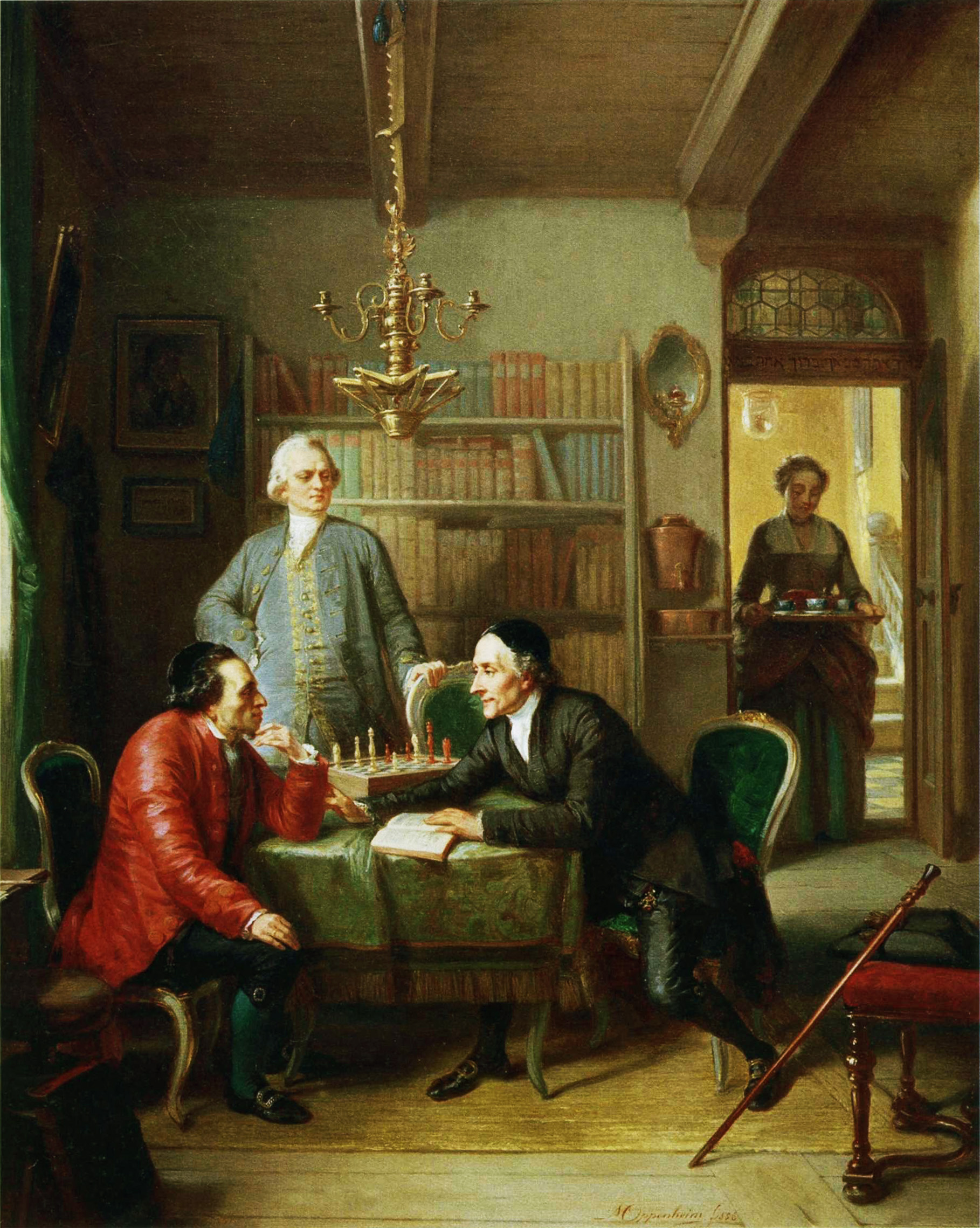
Moritz Daniel Oppenheim: Der Lavater-Streit, 1856. Links Mendelssohn, stehend Lessing, rechts Lavater

1770 wurde Mendelssohn von dem Schweizer Pfarrer Johann Caspar Lavater öffentlich aufgefordert, entweder in aller Form das Christentum zu widerlegen oder selber Christ zu werden, was zu einer öffentlichen Auseinandersetzung zwischen Mendelssohn und Lavater führte. Diese erforderte infolge der heiklen Sachlage – die Juden lebten knapp geduldet in einer mehrheitlich christlichen Gesellschaft und Mendelssohn wurde als ihr Sprecher und Vertreter betrachtet – viel Takt, Geschick und Kraft. Er wurde in dieser Auseinandersetzung unter anderem von Johann Balthasar Kölbele öffentlich angegriffen.
1771 erlitt Mendelssohn, wahrscheinlich im Zusammenhang mit diesen Anstrengungen, einen psychophysischen Zusammenbruch, der ein zeitweiliges Aussetzen jeglicher philosophischen Tätigkeit erzwang. Die im selben Jahr vorgeschlagene Aufnahme Mendelssohns in die Preußische Akademie der Wissenschaften auf Antrag von Johann Georg Sulzer, dem Präsidenten der Philosophischen Klasse, scheiterte am Widerstand Friedrichs II.
1777 traf Mendelssohn mit dem jüdischen Gelehrten und Wissenschaftler Rafael Levi zusammen.
1783 bot die geheime Gesellschaft der Freunde der Aufklärung (Berliner Mittwochsgesellschaft) Mendelssohn die Mitgliedschaft an, die er aber ablehnte. Wenig später wurde er zum Ehrenmitglied berufen, das in der auf 24 Männer begrenzten Gesellschaft jederzeit Zutritt hatte. Diese Rolle füllte er engagiert aus. In der Debatte der Gesellschaft zu der Frage „Was ist Aufklärung?“ trat Mendelssohn in einem ersten Votum für uneingeschränkte Gedanken- und Redefreiheit ein. Die Grenzen der Aufklärung sollten nicht durch Gesetze und Zensurmaßnahmen, sondern vom einzelnen Aufklärer durch Aufrichtigkeit und Abwägung von Umständen und Zeit bestimmt werden. „Aufklärung hemmen, ist in aller Betrachtung und unter allen Umständen weit verderblicher, als die unzeitigste Aufklärung. (…) Das Übel, welches zufälligerweise aus der Aufklärung entstehn kann, ist außerdem von der Beschaffenheit, dass es in der Folge sich selbst hebt.“ In der Berlinischen Monatsschrift fasste er 1784 in dem Aufsatz „Über die Frage: was heißt aufklären?“ seine Haltung zur Aufklärung noch einmal zusammen: Die Bestimmung des Menschen sei Maß und Ziel aller Bestrebungen. Bildung bestehe aus Kultur (Praxis wie Handwerk, Kunst und Sitten) und Aufklärung als Theorie, die miteinander dialektisch verschränkt seien.

### Familie

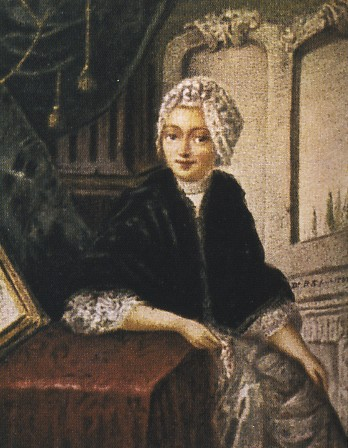
Fromet Mendelssohn, geb. Guggenheim

1762 heiratete Mendelssohn Fromet Guggenheim (6. Oktober 1737 – 5. März 1812). Das Ehepaar bekam zehn Kinder, von denen sechs das Erwachsenenalter erreichten. Die Familiendynastie prägte Berlin über viele Generationen bis zu ihrer Vernichtung durch die Nazis. Zu Fromets Vorfahren gehörte der berühmte Wiener Hofbankier Samuel Oppenheimer (1630–1703).
Die überlebenden sechs Kinder waren:
- Brendel (Dorothea Friederike) (Mutter der Maler Jonas und Philipp Veit, Ehefrau von Friedrich Schlegel), Literaturkritikerin und Schriftstellerin
- Recha Meyer, geborene Mendelssohn
- Joseph Mendelssohn, Gründer des Bankhauses Mendelssohn
- Henriette (Maria) Mendelssohn
- Abraham Mendelssohn Bartholdy (Vater der Komponistin Fanny Hensel und ihres Bruders, des Komponisten Felix Mendelssohn Bartholdy)
- Nathan Mendelssohn

Mit Ausnahme von Recha Meyer und Joseph Mendelssohn ließen sich alle Kinder Moses Mendelssohns in ihrem späteren Leben christlich taufen.
Das Grab von Fromet Mendelssohn befindet sich auf dem Jüdischen Friedhof in Hamburg-Altona.

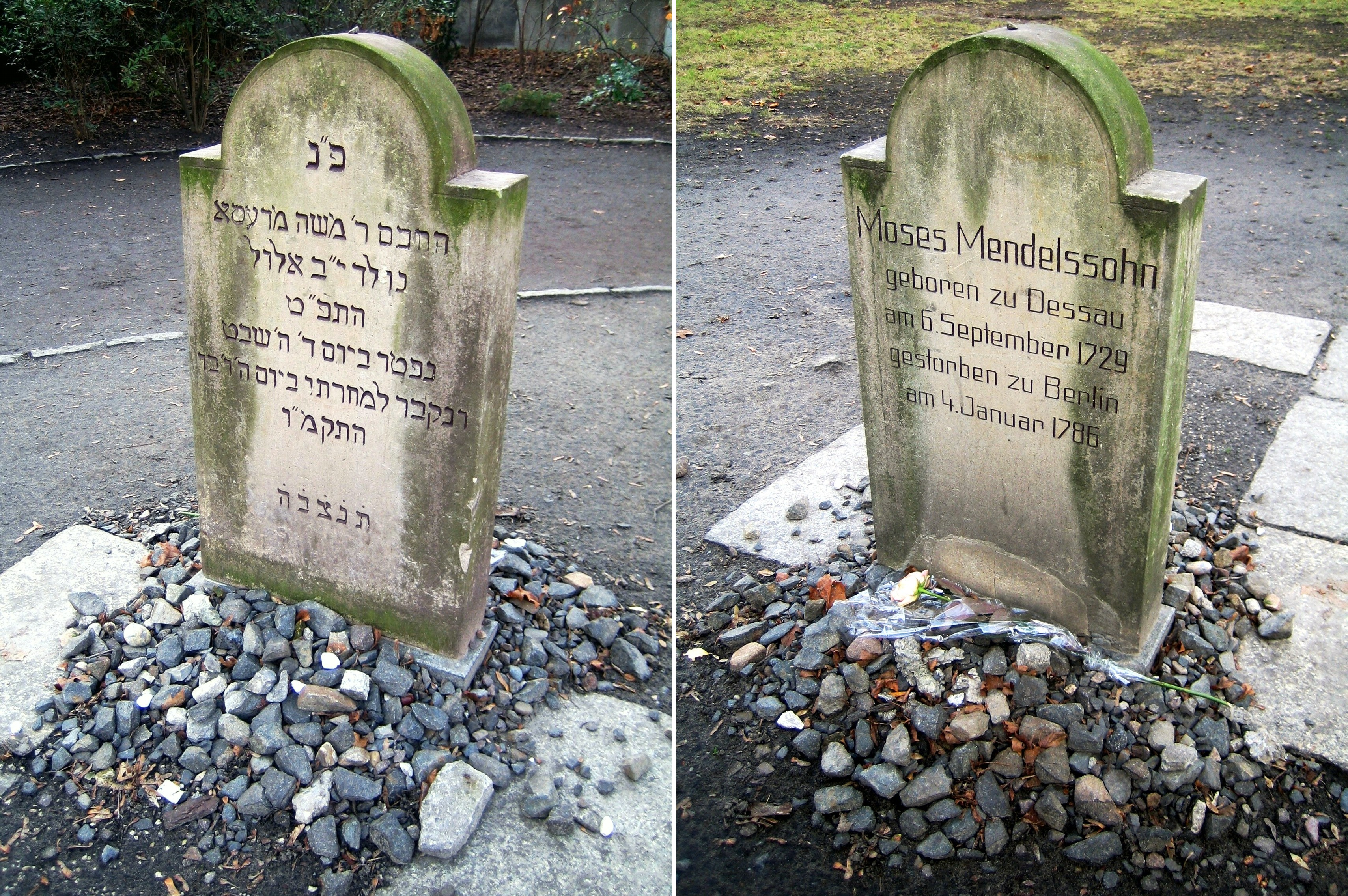
Grabstein (Replik) auf dem Jüdischen Friedhof Berlin-Mitte

### Tod und Nachlass
Mendelssohn starb am 4. Januar 1786 in Berlin und wurde einen Tag später auf dem Berliner Jüdischen Friedhof beerdigt, wo noch heute ein rekonstruierter Grabstein an ihn erinnert. Es ist als Ehrengrab der Stadt Berlin gewidmet.
Autographen Mendelssohns werden unter anderem in der Gottfried Wilhelm Leibniz Bibliothek in Hannover verwahrt.
Die Pflege des geistigen und künstlerischen Erbes der Mendelssohn-Familie obliegt der Mendelssohn-Gesellschaft.

## Werk

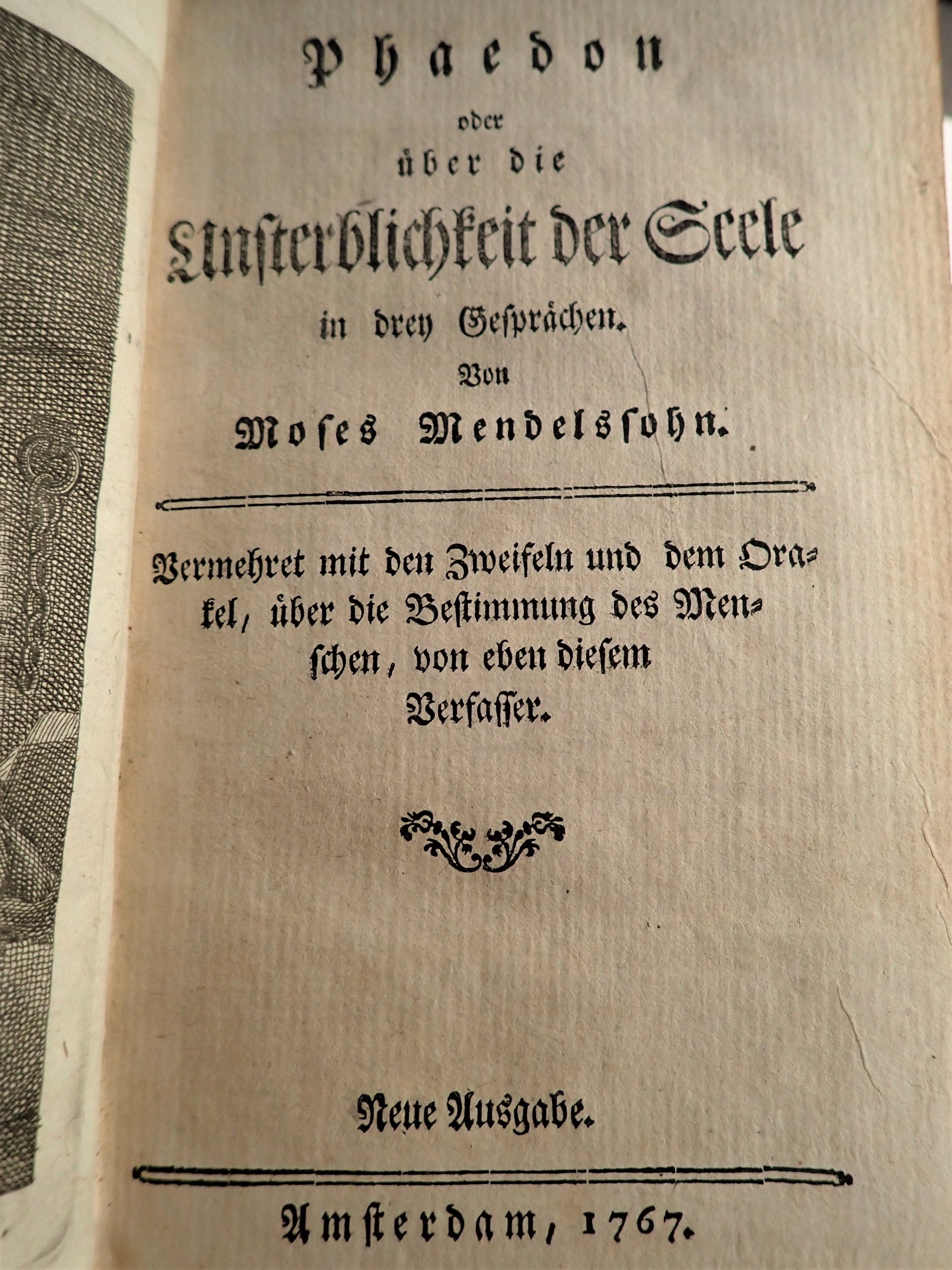
Titelblatt Mendelssohns „Phaedon“, 1767

Auf Lessings Rat hin übersetzte Mendelssohn das 1755 in Amsterdam erschienene Werk Rousseaus Discours sur l’origine et les fondements de l’inégalité parmi les hommes. Das Buch erschien 1756 unter dem Titel Johann Jacob Rousseau Bürgers zu Genf Abhandlung von dem Ursprunge der Ungleichheit unter den Menschen, und worauf sie sich gründe: ins Deutsche übersetzt und mit einem Schreiben an den Magister Lessing und einem Briefe Voltaires an den Verfasser vermehret. Zwar wird Mendelssohn nicht als Übersetzer genannt, doch lassen zwei angehängte Briefe auf ihn schließen. In einem Sendeschreiben an Lessing in Leipzig setzte er sich kritisch mit Rousseaus Auffassung vom Naturzustand auseinander.
Manfred Geier schrieb 2012 dazu:

„Für Mendelssohn ist der Naturzustand kein geschichtlicher Anfang, sondern eine juristische Fiktion, die einen ‚naturrechtlichen‘ Sinn besitzt. […] Die Gelehrten des Naturrechts, man erinnere sich vor allem an John Locke, sind Aufklärer. Sie haben nur betrachten und erhellen wollen‚ was an und für sich selbst, und ohne die Einwilligung aller Nationen rechtmäßig ist.“

1763 gewann Mendelssohn noch vor Immanuel Kant den Ersten Preis der „Königlichen Academie“ mit einem philosophischen Aufsatz und wurde damit als Denker allgemein anerkannt. 1767 veröffentlichte er Phädon oder über die Unsterblichkeit der Seele – einen viel gelesenen philosophischen Text, der in mehreren Auflagen erschien und in zehn Sprachen übersetzt wurde. Dieses Werk ist eine Interpretation des platonischen Dialogs Phaidon, „modernisiert und in Wolffische Metaphysik verwandelt“ (Hegel). Seinen Dialogen stellte Mendelssohn – von Zeitgenossen als „deutscher Sokrates“ bezeichnet – eine lesenswerte Biographie zu „Leben und Charakter des Sokrates“ voran.

Kupferstich von Daniel Chodowiecki: Moses Mendelssohn wird am Berliner Tor zu Potsdam examiniert, 1792. Mitte Mendelssohn, der dem preußischen Offizier seine Papiere zur Kontrolle überreicht.

Seit 1771 von einer Krankheit geschwächt, versuchte Mendelssohn, sich bei der Übersetzung der biblischen Psalmen (erschienen 1783 und korrigiert 1788) zu erholen, und begann mit den Vorarbeiten zu seiner deutschen Übersetzung des Pentateuch. In hebräischen Buchstaben neben dem Urtext abgedruckt und ausführlich auf Hebräisch kommentiert, sollte sie Juden die Bibel und gleichzeitig die deutsche Sprache näher bringen; sie erschien von 1780 bis 1783.
Zugleich bemühte er sich darum, die bedrückte Stellung der jüdischen Gemeinden in Europa zu verbessern; sowohl, indem er sich immer wieder in konkreten Einzelfällen für sie einsetzte, als auch durch die Publikation entsprechender Werke und durch Anregung der wichtigen Schrift von Christian Konrad Wilhelm von Dohm Über die bürgerliche Verbesserung der Juden. Im Zusammenhang mit diesen Auseinandersetzungen erschien 1783 sein Spätwerk Jerusalem oder über religiöse Macht und Judenthum, in dem er einerseits die Strafbefugnis des Rabbinats ablehnte, andererseits an der Unverrückbarkeit des jüdischen Religionsgesetzes, des „Zeremonialgesetzes“, festhielt, das seiner Meinung nach, unter Berufung auf das Neue Testament, auch für zum Christentum übergetretene Juden seine Gültigkeit behält. Die Arbeit ist ähnlich wie John Lockes Brief über Toleranz aufgebaut. Mendelssohn unterscheidet zwischen Staat und Religion, die streng zu trennen sind und unterschiedliche Aufgaben erfüllen. Für beide gilt eine „Toleranzpflicht“. Der religiöse Glaube ist individuell und darf keinerlei Zwang unterliegen. Das Judentum betrachtet er als mosaische Gesetzesreligion, deren Beachtung die ewige Glückseligkeit bringe. Anders als das Christentum beruhe das Judentum nicht auf übernatürlich offenbarten Glaubenswahrheiten. Lehrmeinungen offenbare der Ewige den Juden wie allen anderen Menschen durch seine Schöpfung, nicht durch Wort oder Schrift. Als Vorreiter der jüdischen Emanzipation war er eng mit David Friedländer, dem Gründer der Jüdischen Freischule in Berlin und erstem jüdischen Stadtrat, befreundet.
Im Jahr 1779 setzte Lessing dem Freund in seinem berühmten Ideendrama Nathan der Weise ein bleibendes Denkmal. Während Lessing von einem Fortschrittsoptimismus beseelt war – da die Religionen nach seiner Auffassung vom Judentum über das Christentum zu einer Vernunftreligion aufstiegen – vertrat Mendelssohn eine andere Auffassung. Für ihn gibt es keinen unabdingbaren Fortschritt, weder in moralischer noch in religiöser Hinsicht. Moralität und Religiosität hält er für nicht zeitgebunden. Die Gesamtheit der Menschen ist zur „Glückseligkeit“ fähig, unabhängig davon, ob sie sich im Naturzustand oder im Zustand der Zivilisation befinde.
Lessing wurde nach seinem Tod im Jahr 1781 von dem Privatgelehrten Friedrich Heinrich Jacobi als „Spinozist“ und damit indirekt als „Atheist“ bezeichnet. Dieses kam unter damaligen Verhältnissen einer schweren Rufschädigung gleich und führte zu einem längeren Briefwechsel zwischen Jacobi und Mendelssohn. Jacobi veröffentlichte den Briefwechsel 1785 in eigener Redaktion und Auswahl unter dem Titel Über die Lehre des Spinoza in Briefen an den Herrn Moses Mendelssohn. Die philosophische Kontroverse ist in der Philosophiegeschichte bekannt als der Pantheismusstreit. Unterstützt wurde Mendelssohn von seinem Freund Friedrich Nicolai.
Die Erwiderung, ein dreißig Druckseiten umfassender Aufsatz An die Freunde Lessings, war Mendelssohns letztes, im Februar 1786 postum publiziertes Werk, dessen Manuskript er noch persönlich am Abend des 31. Dezember 1785 zur Druckerei gebracht hatte. Er stellt darin klar, dass Lessing keiner fremden Verteidigung bedürfe.
Ausgaben (Auswahl)
- Mendelsohns Ritualgesetze der Juden, Ausgabe aus 1826, in der Sammlung des Jüdischen Museums der Schweiz.Briefe über die Empfindungen. 1755.

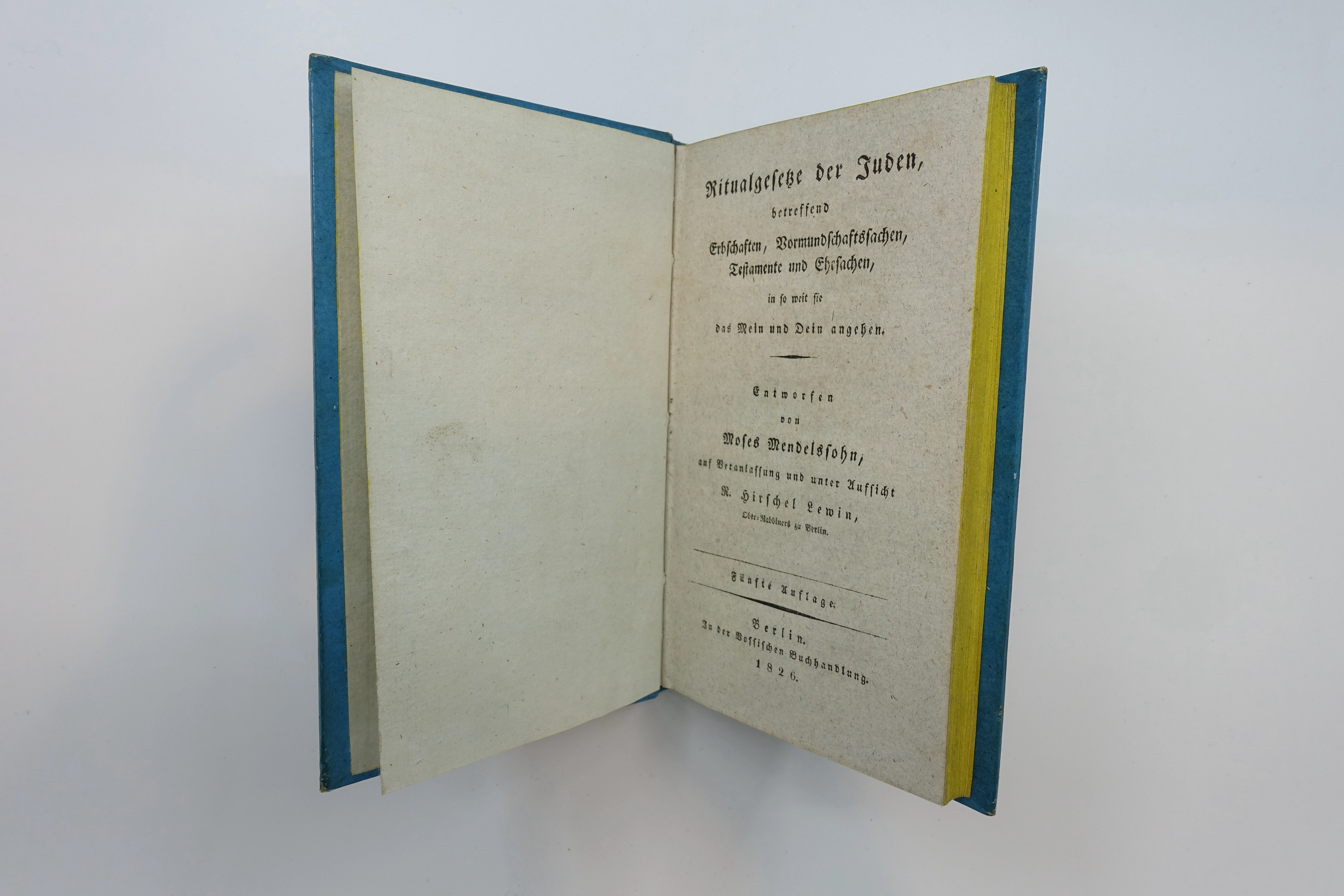
Mendelsohns Ritualgesetze der Juden, Ausgabe aus 1826, in der Sammlung des Jüdischen Museums der Schweiz.

- Philosophische Schriften. 2 Bände, 1761.
- Gedanken von dem Wesen der Ode. 1764 (Text in Projekt „Lyriktheorie“).
- Phädon oder über die Unsterblichkeit der Seele. 1767. Phädon oder über die Unsterblichkeit der Seele im Projekt Gutenberg-DE
- Von der Lyrischen Poesie. 1778 (Text in Projekt „Lyriktheorie“).
- Schreiben an den Herrn Diaconus Lavater zu Zürich. Berlin 1769.
- Ritualgesetze der Juden: betreffend Erbschaften, Vormundschaften, Testamente, und Ehesachen in so weit sie das Mein und Dein angehen. 1778, Bey Christian Friedrich Voss.
- Übersetzung des Pentateuch/der Torah und der Psalmen ins Deutsche. 1783. (Nachdruck Die Psalmen, Walther Pape (Hrsg.) Berlin: Henssel Verlag, 1991.)
- Jerusalem oder über religiöse Macht und Judenthum. 1783 (Digitalisat und Volltext im Deutschen Textarchiv).
- Ueber die Frage: was heißt aufklären? 1784.
- Morgenstunden oder Vorlesungen über das Dasein Gottes. 1785.
- Kleine philosophische Schriften. Sammlung von Zeitschriften-Aufsätzen mit einem Vorwort von Johann Georg Müchler und einer Skizze seines Lebens und Charakters von D. Jenisch. Berlin 1789 (Scans bei Google Bücher).
- Sämtliche Werke. 12 Bände, 1819–1825.

Neuausgaben
- Jubiläumsausgabe: Gesammelte Schriften. Veranstaltet aus Anlass der 200. Wiederkehr seines Geburtstages von der Akademie für die Wissenschaft des Judentums und der Gesellschaft zur Förderung der Wissenschaft des Judentums in Gemeinschaft mit einem Ehrenausschuss und mit Unterstützung des Hauses Mendelssohn & Co. Hrsg. von Ismar Elbogen, Julius Guttmann und Eugen Mittwoch. Akademie-Verlag, Berlin 1929ff. Bis 1938 konnten 7 Bände der geplanten 16 Bände erschienen, anschließend mussten die Herausgeber emigrieren.[32]
- Neuausgabe und Fortsetzung der Jubiläumsausgabe: Gesammelte Schriften. Hrsg. von Alexander Altmann s. A., Eva Johanna Engel, Michael Brocke und Daniel Krochmalnik. frommann-holzboog, Stuttgart-Bad Cannstatt 1972 ff., ISBN 3-7728-0318-0. Die bereits zuvor erschienenen Bände der Jubiläumsausgabe wurden als Faksimile nachgedruckt. Von geplanten ca. 25 Bänden in 38 Teilbänden sind Stand 2021 35 erschienen.[32]
- Phädon oder über die Unsterblichkeit der Seele. Hrsg. von Dominique Bourel. Meiner, Hamburg 1979, ISBN 3-7873-0468-1.
- Ästhetische Schriften. Hrsg. von Anne Pollok; Meiner, Hamburg 2005, ISBN 3-7873-1759-7.
- Jerusalem oder über religiöse Macht und Judentum. Hrsg. v. Michael Albrecht. Meiner, Hamburg 2005, ISBN 3-7873-1692-2.
- Leben und Charakter des Sokrates. Hrsg. v. Raphael Baer. Bär, Niederuzwil 2007, ISBN 978-3-9523212-3-2.
- Ausgewählte Werke. Studienausgabe in 2 Bänden; hrsg. und eingeleitet von Christoph Schulte, Andreas Kennecke und Grażyna Jurewicz. Wissenschaftliche Buchgesellschaft, Darmstadt 2009, ISBN 978-3-534-15872-0.

## Rezeption
Mendelssohn wurde in der liberalen Ära in Westeuropa sowohl vom Reformjudentum als auch dem orthodoxen Judentum als Vorbild in Anspruch genommen. Er diente auch als Wegweiser für den Kampf um Emanzipation. Im 19. Jahrhundert galt Mendelsohn als einer der am häufigsten abgebildeten Persönlichkeiten deutsch-jüdischer Herkunft.
In Osteuropa war er umstritten. Die bildungsfeindlichen Orthodoxen sahen in ihm den Verführer zum Abfall vom jüdischen Glauben und der traditionellen Lebensführung. Die Aufgeklärten dagegen verehrten in ihm den Vorkämpfer für ihre erzieherischen und sozialen Ziele. Mit dem Aufkommen der jüdisch-nationalen Bewegung wurde Mendelssohn als Anbahner der Assimilation kritisiert. So gab der jüdische Publizist Peretz Smolensk in einer Artikelserie der in Wien erscheinenden hebräischen Zeitschrift Hashahar Mendelssohn die Schuld, die Entnationalisierung des Judentums verursacht oder zumindest eingeleitet zu haben.

## Ehrungen

### Denkmale (Auswahl)

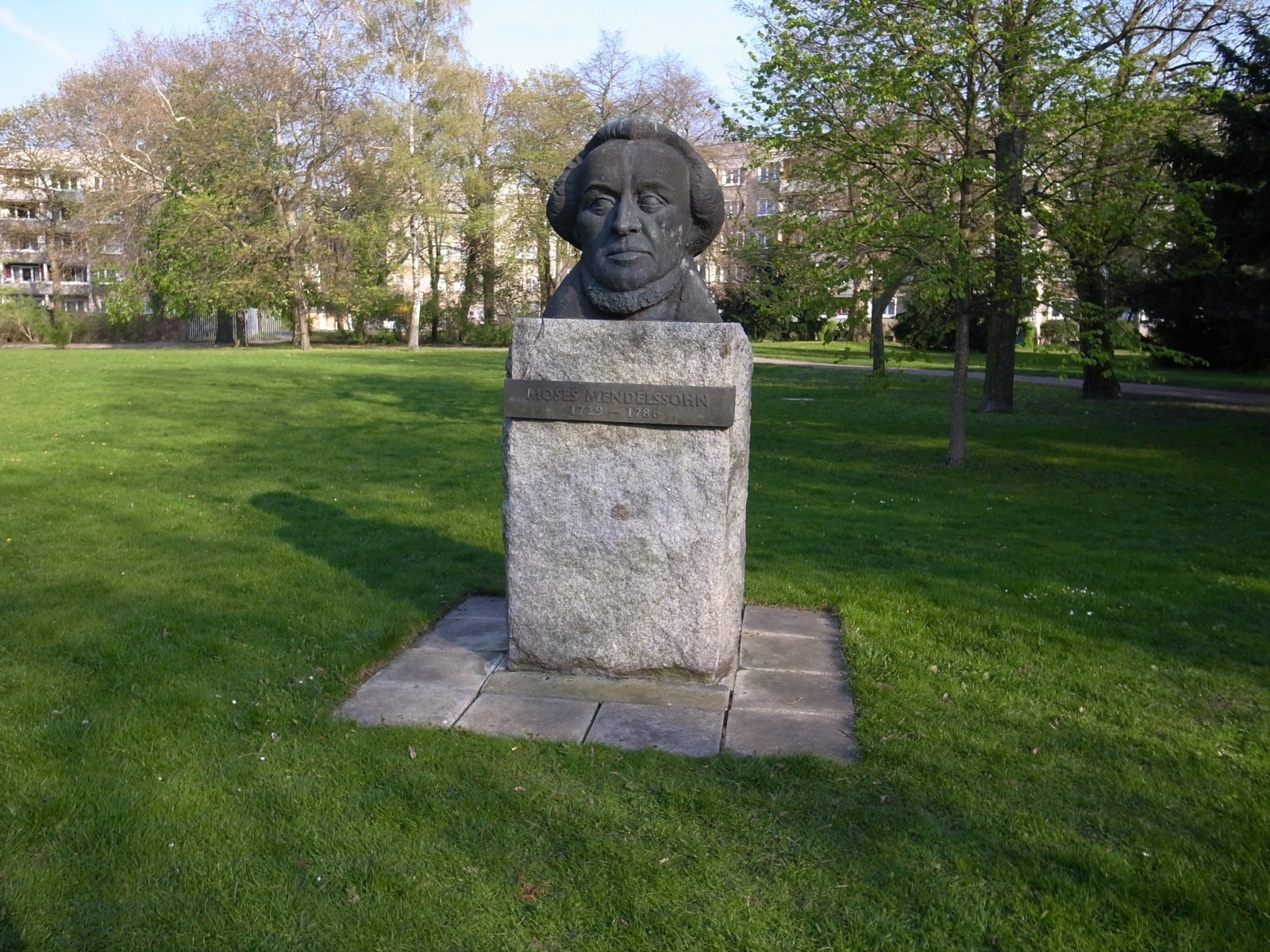
Büste im Dessauer Stadtpark

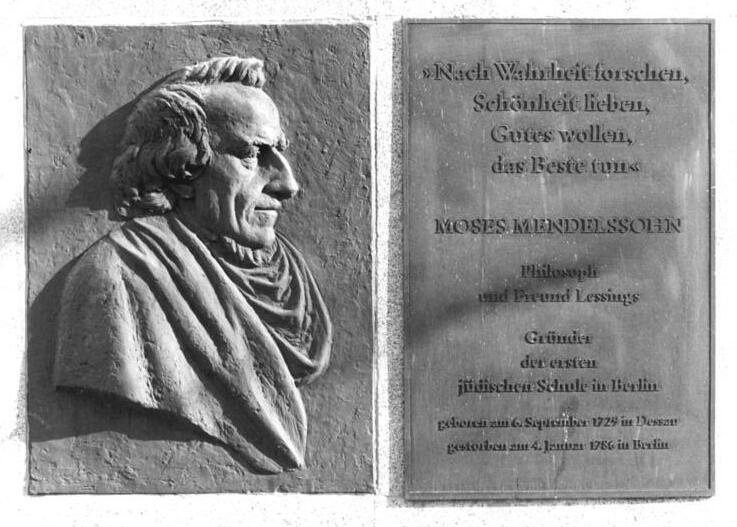
Gedenktafel am Jüdischen Gymnasium von 1976

- Dessau ehrte seinen Sohn 1890 mit einem großen Brunnendenkmal in den Bahnhofsanlagen. Es wurde vom Bildhauer Heinz Hoffmeister und dem Architekten Heinrich Stöckhardt geschaffen.[36] Fließendes Wasser als Symbol des Lebens umströmte die Büste. Das Denkmal wurde 1933 von den Nazis auf den israelitischen Friedhof an der Leipziger Straße verbannt und während der Novemberpogrome 1938 zerstört.[37] Am 6. September 1979 wurde eine neue Büste im Stadtpark enthüllt, die vom Hallenser Bildhauer Gerhard Geyer geschaffen wurde.
- Der Bildhauer Rudolf Marcuse schuf in Berlin ein Büstendenkmal des Philosophen, das 1909 vor dem Schulhaus Große Hamburger Straße 27 feierlich enthüllt wurde.
- Auf Anregung des Schriftstellers Heinz Knobloch brachte man 1976 am Jüdischen Gymnasium, damals als Berufsschule benutzt, eine Gedenktafel an, die unter anderem auf die Freundschaft des Philosophen zu Lessing hinweist.
- In der Nähe des Berliner Wohnhauses von Moses Mendelssohn in der Spandauer Straße 68 im Marienviertel, wo sich heute der Park am Fernsehturm befindet, wurde 2016 ein Denkmal des israelischen Künstlers Micha Ullman enthüllt.[38]

### Benennung eines Platzes in Berlin
2013 beschloss die Bezirksverordnetenversammlung Friedrichshain-Kreuzberg die Benennung eines neuen Stadtplatzes in Berlin-Kreuzberg an der Lindenstraße vor dem Jüdischen Museum nach Fromet und Moses Mendelssohn. Es kam zu dieser Benennung, da es einen Beschluss der Bezirksverordnetenversammlung Friedrichshain-Kreuzberg gibt, der zur Herstellung vollständiger Gleichheit zwischen Männer- und Frauennamen in der Anzahl benannter Plätze und Straßen führen soll.

### Nach Mendelssohn benannte Auszeichnungen
- 1980 stiftete der Berliner Senat den Moses-Mendelssohn-Preis, welcher seitdem alle zwei Jahre vergeben wird.
- Seit 1993 verleiht das Potsdamer Moses-Mendelssohn-Zentrum die „Moses-Mendelssohn-Medaille“. Mit der Verleihung würdigt das Zentrum Persönlichkeiten, die sich für Toleranz und Völkerverständigung sowie für eine Verbesserung der deutsch-jüdischen Beziehungen engagieren.
- Am 23. Februar 2013 wurde in Dessau zum ersten Mal der „Moses-Mendelssohn-Preis zur Förderung der Geisteswissenschaften“ der Stadt Dessau-Roßlau an die in Stanford (Kalifornien) lehrende Philosophin Anne Pollok verliehen.[40]

## Vertonungen
Von Andreas Romberg nach den Psalmübersetzungen:
- Psalmodie, sieben Psalmen op. 65 (22. Werk der Gesangsstücke), SteR 344-350 (1817–1820), Offenbach 1821
- Choral Nr. 1 „Unsre Seele harret auf den Herrn“, Psalm 33, SteR 351 (1821)
- Choral Nr. 2 „Wende dich, o Herr, zu mir!“, Psalm 33, SteR 352 (1821)
- Choral Nr. 3 „Königreiche der Erde“, Psalm 68, SteR 353 (1821)

## Literatur

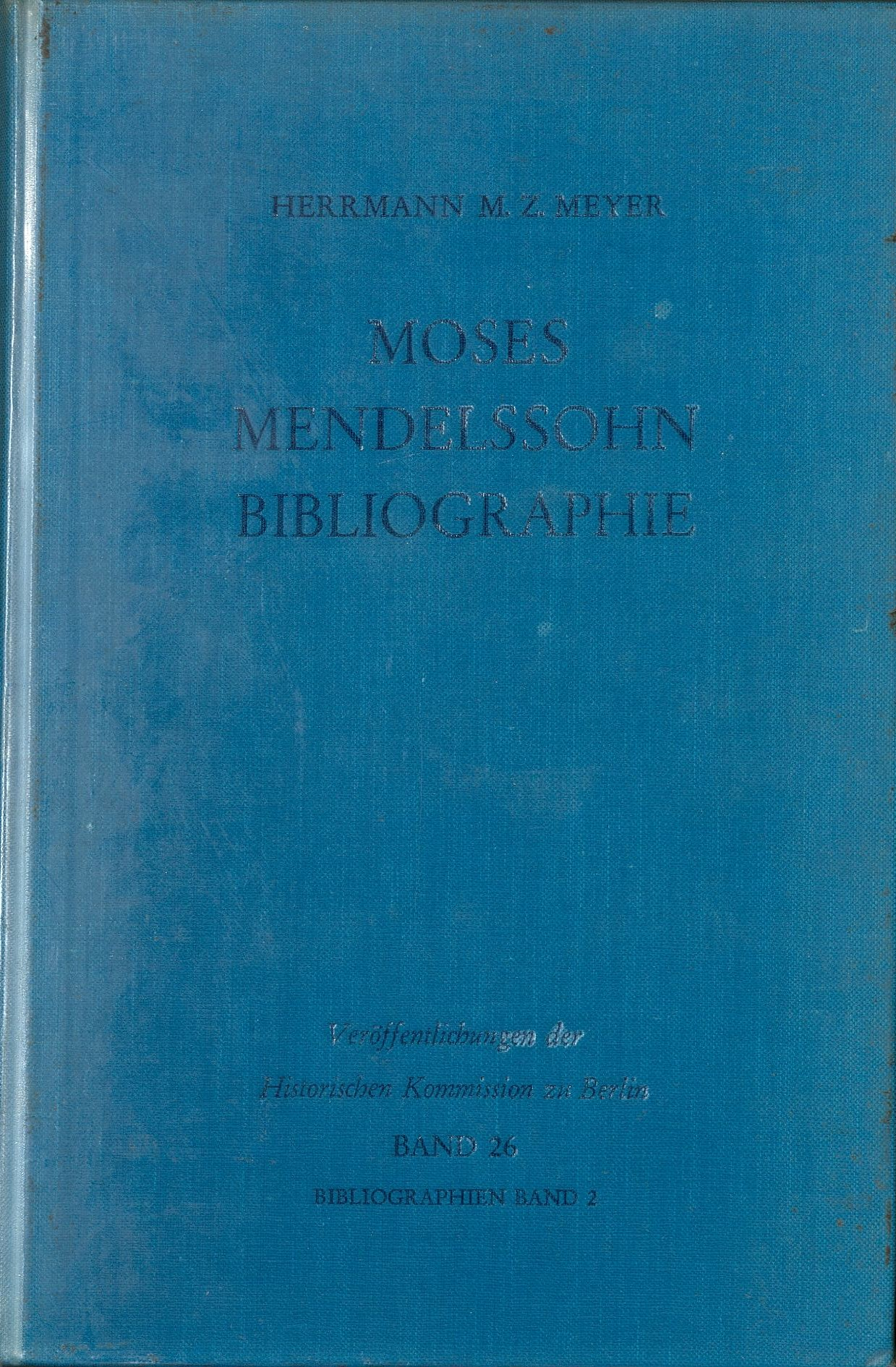
Bibliographie von Herrmann M. Z. Meyer (1965)